# Shred
Pour les articles homonymes, voir shred (homonymie).

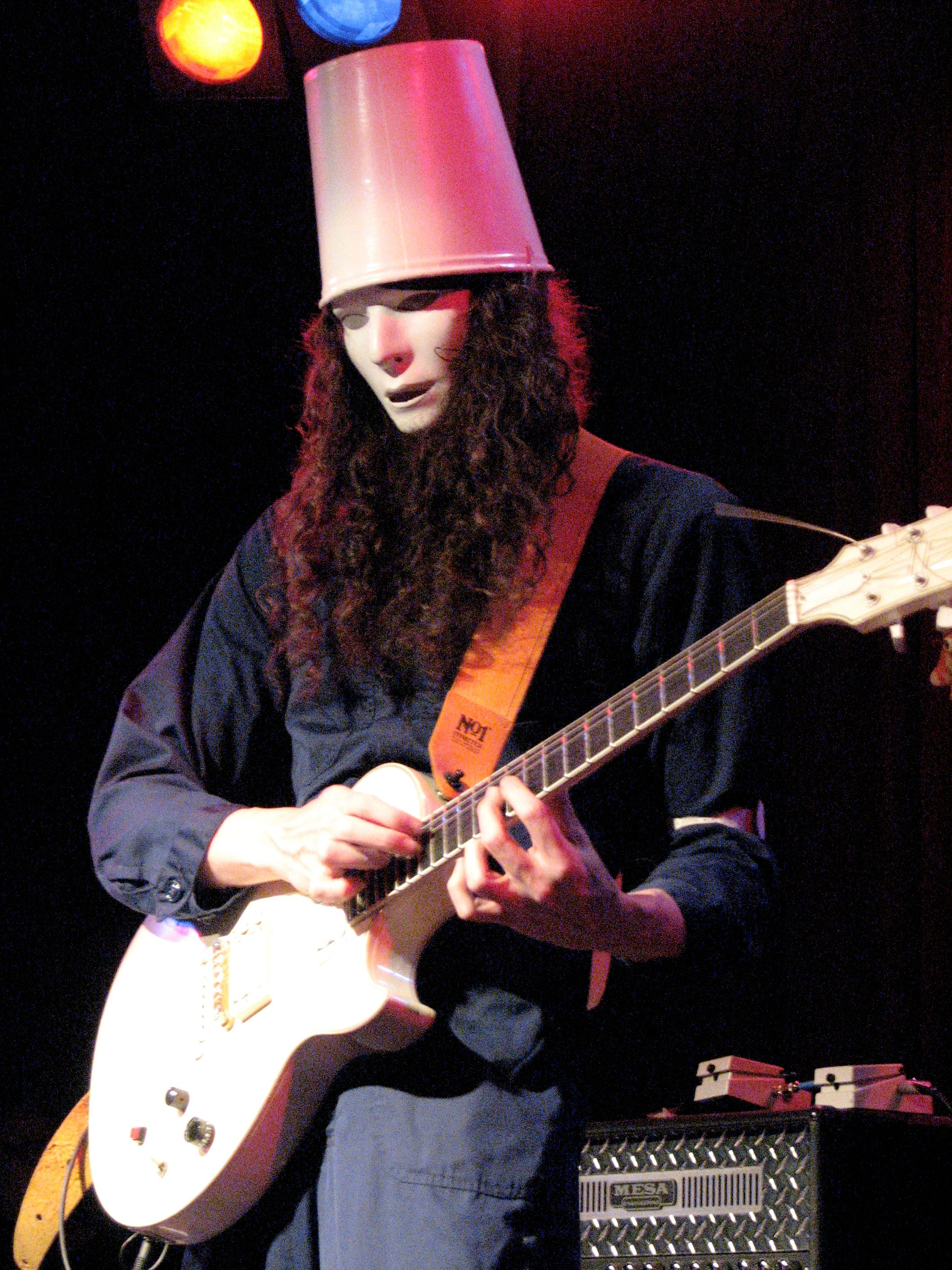
Buckethead, nommé 8e shredder le plus rapide du monde par le magazine GuitarOne en 2003.

Le shred (littéralement, « déchiqueter » en anglais), est un terme utilisé en musique pour désigner une tendance à la virtuosité du jeu de guitare, tout particulièrement dans le jazz et le metal.

## Historique
Ce terme se réfère à une approche du jeu de guitare qui met l'accent sur la vitesse et la difficulté technique de l'exécution. Le terme shred et son utilisation pour décrire ce style de guitare vient du fait que le son produit par ce style lorsqu'il est couplé avec de la distorsion fait penser à un bruit de broyeur à papier. Le shredder n'est pas nécessairement un virtuose mais y tend. De nombreux guitaristes de jazz dans les années 50, comme Wes Montgomery, Les Paul, Barney Kessel, Tal Farlow et d'autres, ont développé des techniques exécutives diverses et plus sophistiquées, notamment grâce à des tours harmoniques plus complexes que les guitaristes blues contemporains comme Muddy Waters, Chuck Berry ou Buddy Holly. 
Ritchie Blackmore, mieux connu sous le nom de guitariste de Deep Purple et Rainbow, est l'un des pionniers du shredding, proposé avec un mélange de jazz, de blues, de baroque et de hard rock.
En 1978, Eddie Van Halen sort Eruption, utilisant la technique du tapping. Niccolò Paganini a développé des techniques similaires au début des années 1800, qui sont également utilisées dans la musique folklorique turque traditionnelle; le premier exemple à la guitare était en 1932 par Roy Smeck.

## Techniques
Parmi les techniques utilisées par les shredders, figurent le tapping, le sweeping, l'alternate picking (en) ou les sauts de corde (en). 